# 沙口镇 (英德市)
沙口镇是中华人民共和国广东省清远市英德市下辖的一个乡镇级行政单位。位于中国广东省清远市英德市北部，毗邻韶关市、曲江区、翁源县，面积约360平方千米。管辖15个村委会和2个居委会，总人口约41000人。沙口镇主要的产业为水泥工业和小水电，同时沙口还中园林观赏石——英石的主要产地。

## 行政区划
沙口镇下辖以下地区：
沙口社区、园山村、群英村、清溪村、官坪村、蕉园村、新建村、石坑村、高桥村、洲西村、江溪村、平峰村、红峰村和冬瓜铺村。

## 交通
- 京广铁路：沙口站
- 英坑公路

## 相关链接
沙口镇信息网 （页面存档备份，存于）